# Crotaphytus insularis
Crotaphytus insularis là một loài thằn lằn trong họ Crotaphytidae. Loài này được Van Denburgh & Slevin mô tả khoa học đầu tiên năm 1921.